# Gersdorffita
La gersdorffita és un mineral de la classe dels sulfurs. Va ser descrita per primera vegada el 1845 i anomenada així per Alexander Löwe en honor de Johann von Gersdorff (1781-1849), propietàri de la mina de níquel a Schladming, Àustria, la localitat tipus. Pertany al grup de la cobaltita.

## Característiques
La gersdorffita cristal·litza en el sistema cúbic. Té una duresa de 5,5 a l'escala de Mohs i un pes específic d'entre 5,9 i 6,33. La seva exfoliació és perfecta i de fractura desigual. Forma una sèrie de solució sòlida amb la cobaltita, CoAsS.
Segons la classificació de Nickel-Strunz pertany a «02.EA: Sulfurs metàl·lics, M:S = 1:2, amb Fe, Co, Ni, PGE, etc.» juntament amb els següents minerals: aurostibita, bambollaïta, cattierita, erlichmanita, fukuchilita, geversita, hauerita, insizwaïta, krutaïta, laurita, penroseïta, pirita, sperrylita, trogtalita, vaesita, villamaninita, dzharkenita, gaotaiïta, al·loclasita, costibita, ferroselita, frohbergita, glaucodot, kullerudita, marcassita, mattagamita, paracostibita, pararammelsbergita, oenita, anduoïta, clinosafflorita, löllingita, nisbita, omeiïta, paxita, rammelsbergita, safflorita, seinäjokita, arsenopirita, gudmundita, osarsita, ruarsita, cobaltita, hol·lingworthita, irarsita, jolliffeïta, krutovita, maslovita, michenerita, padmaïta, platarsita, testibiopal·ladita, tolovkita, ullmannita, willyamita, changchengita, mayingita, hol·lingworthita, kalungaïta, milotaïta, urvantsevita i reniïta.
Una nova espècie, coneguda fins ara amb el nom Unnamed (Ni,Fe,Co)AsS, és un mineral anisotròpic a les seccions polides, diferenciant-se de la gersdorffita en què és isotròpica en ser cúbica. En el mes de setembre de 2022 el polimorf gersdorffita-P213 va ser reanomenat a simplement gersdorffita degut a les noves directrius aprovades per la CNMNC per a la nomenclatura de polimorfs i polisomes.

## Formació i jaciments
La gersdorffita es troba als filons hidrotermals juntament amb altres sulfurs de níquel. Es troba associada amb d'altres mineraks com la niquelina, niquel-skutterudita, cobaltita, ullmannita, maucherita, löllingita, minerals del grup del platí, mil·lerita, pirita, marcassita i calcopirita. Als territoris de parla catalana ha estat descrita a la mina Atrevida (Vimbodí i Poblet, Conca de Barberà).

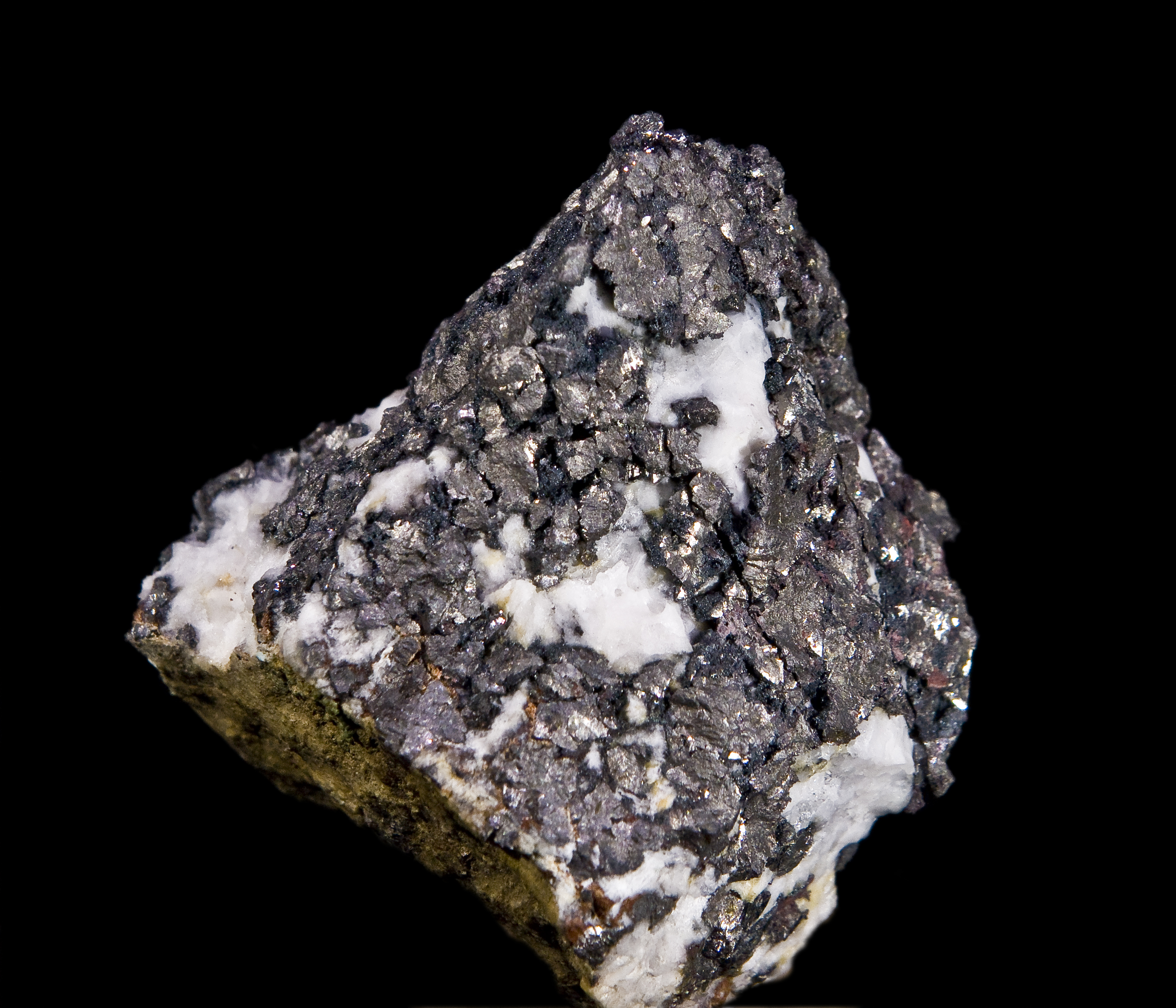
Corynita o gersdorffita antimònica, varietat de gersdorffita

## Varietats
Es coneixen dues varietats de gersdorffita:
- La gersdorffita antimònica és una varietat antimònica, originàriament reportada de Gaisberg, Caríntia, Àustria, i coneguda també per aquest motiu amb el nom de Corynita.[7]
- La gersdorffita cobàltica és una varietat amb cobalt rica en osmi, iridi, ruteni i rodi fins a un 15% del seu pes.[8]